# Triphoreae
Triphoreae – plemię roślin z rodziny storczykowatych (Orchidaceae). Obejmuje 2 podplemiona, 4 rodzaje i około 30 gatunków występujących w Afryce, Ameryce Środkowej, Południowej i Północnej.

## Systematyka
Plemię sklasyfikowane do podrodziny epidendronowych (Epidendroideae) w rodzinie storczykowatych (Orchidaceae), rząd szparagowce (Asparagales) w obrębie roślin jednoliściennych.
Wykaz podplemion
- Diceratostelinae Szlach.
- Triphorinae Szlach.